# Naruto: Clash of Ninja European Version
Naruto: Clash of Ninja European Version est la version européenne des jeux Naruto Gekitō Ninja Taisen! 2 / Naruto: Clash of Ninja 2 sortis au Japon en 2003 et en Amérique du Nord fin 2006. C'est le deuxième épisode de la série des Gekitō Ninja Taisen! (Clash of Ninja) basée sur le manga populaire Naruto de Masashi Kishimoto, mais le premier épisode sorti en Europe (d'où l'absence du numéro 2 remplacé par European Version pour l'Europe) le 24 novembre 2006, 3 ans après la version japonaise et un mois après l'américaine.
Il s'agit d'un jeu de combat permettant de jouer avec près d'une vingtaine de personnages...

## Scénario
Le jeu reprend l'histoire de la série Naruto. Le joueur est invité à rejouer les combats qui ont marqué les aventures des habitants de Konoha au travers de plusieurs arcs de la série. On retrouve principalement certains combats de l'arc au pays des vagues, et ceux de l'examen Chuunin.

## Système de jeu
Les personnages possèdent plusieurs combos s'actionnant en enchaînant les touches A et B. Chaque combo commence au moins de B, B et suit un combo de touches. Plus l'enchaînement des touches est long, plus le combo est puissant. Chaque personnage en a plus d'une vingtaine. Les combos les plus puissants sont ceux d'Hinata Hyûga, Neji Hyûga, Orochimaru, Sasuke Uchiwa et Sasuke avec sharingan.

## Menu du jeu
Voici les différents menus disponibles dans le jeu Naruto: Clash of Ninja European Version :

Les deux astérisques ** désignent les catégories et sous-catégories non-disponibles en début de partie pouvant être achetées ultérieurement au magasin.
| Les modes jouables : - Single Player (Mode 1 joueur) : - One player (Jouer contre l'ordinateur) - Play against computer (Dans ce mode, choississez le personnage contrôlé par l'ordinateur) - Team Battle** (Mode où l'on sélectionne 3 personnages et on joue ensuite contre l'ordinateur) - Survival (Mode challenge où il faut battre l'ordinateur le plus de fois consécutives possible) - Oboro** (Mode où l'on se bat simultanément contre plusieurs adversaires contrôlés par l'ordinateur) - Time Attack (Mode challenge où il faut battre l'ordinateur le plus vite possible) - Multiplayer (Mode 2-4 joueurs) : - 2 Player Vs Mode (Mode combat pour 2 joueurs) - Team Battle** (Sélectionnez 3 personnages et combattez à 2 joueurs) - Battle with 4 Players (Mode combat avec 4 joueurs au maximum) - Training (Entraînement aux techniques de combos) - Story (Mode histoire originale) : - From the beginning (Jouer l'histoire depuis le début) - Continue (Continuer l'histoire à partir de votre dernière sauvegarde) - Select Story (Choisissez une histoire à jouer) |  | Les autres menus : - View Mode** (Voir l'ordinateur jouer contre lui-même) - Extras** (Mode bonus) : - Sound Player (Écouter la musique et les voix des personnages) - Ninja Info Card (Voir les données du joueur) - Ninja Files (Voir les données des personnages du jeu) - Gallery (Voir les graphismes utilisés dans le jeu) - Item Viewer (Voir les objets achetés dans le magasin) - Shop (Pour acheter des objets) - Game Option (Changer les paramètres du jeu) : - Game Setup (Fixer les règles du jeu) - Play Data (Voir diverses données du jeu) - Sound (Régler le son) - Memory Card (Sauvegarder et charger des données de jeu) - Return Setting (Réinitialiser les paramètres du jeu par défaut) |

## Les personnages jouables

### Personnages disponibles à la base
Liste des personnages jouables en début de partie et leurs techniques spéciales :
- Naruto
  - Naruto-furie
- Sasuke
  - La Fureur du lion
- Sakura
  - Sakura en son for intérieur
- Ino
  - Transposition
- Kakashi
  - Éclair Pourfendeur
- Gaara
  - Sarcophage de sable, tombeau du désert
- Shikamaru
  - Manipulation des ombres
- Rock Lee
  - La Fleur de lotus Recto
  - Ouverture de la 5e porte
  - La Fleur de lotus Verso
- Kiba
  - Morsure de l'homme bête
- Hinata
  - Gardien des 8 sceaux divin

### Personnages à acheter
Liste des personnages à acheter dans le menu Shop (Prix¹) :
- Iruka (2000 ryos)
- Zabuza (4000 ryos)
- Naruto-Kyûbi (5500 ryos)
- Mizuki (15000 ryos)
- Orochimaru (50000 ryos)
- Sasuke avec Sharingan (100000 ryos)
- Gai (3500 ryos)
- Haku (3000 ryos)
- Akamaru (2500 ryos)
- Kankurô (2500 ryos)
- Crow (2500 ryos)
- Kakashi avec Sharingan (7500 ryos)
- Neji (2000 ryos)

¹ Un combat normal (c'est-à-dire à l'exception des modes Oboro, Survival et Time Attack) rapporte 200 ryos

## Stages
Liste des stages disponibles dans Naruto: Clash of Ninja European Version :

Les deux astérisques ** désignent les stages non-disponibles en début de partie pouvant être achetés ultérieurement au magasin.
- Amid Toads (Night)**
- Amid Toads (Day)
- Academy - Rooftop (Day)**
- Academy - Rooftop (Raining)
- Ichiraku Ramen Shop (Night)**
- Ichiraku Ramen Shop (Sunset)
- Village Hidden in the Leaves - Gate (Day)**
- Village Hidden in the Leaves - Gate (Night)
- Academy - Schoolyard (Evening)**
- Academy - Schoolyard (Summer)
- The Forest of Death (Night)**
- The Forest of Death (Dawn)
- Chunin Exams - Qualifiers
- Chunin Exams - Final (Field)
- Chunin Exams - Final (Rooftop)
- The Great Naruto Bridge - Stage 1 (Clear)**
- The Great Naruto Bridge - Stage 2 (Mist)**